# سلق (طبخ)
السلق (بالإنكليزية: poaching، نقحرة: بوتشنج) هو أسلوب لطهي الطعام تحت درجة الغليان حيث تتراوح درجة الحرارة بين 65-80.
ثمة خمس طرق لسلق للطعام وهي: في كمية قليلة من السائل مثل المرق، بغمر الطعام في سائل حيث يكون الطعام مغمورا كليا في السائل، على سائل (حيث لا يكون الطعام ملامسا للسائل بل موجود في وعاء على سائل مع تحريكه)، في سائل (حيث لا يكون الطعام ملامسا للسائل لكن بدون تحريك وعادة هنا يوضع في الفرن)، أو في آلة تعمل بالبخار.